# Traona
Traona (Traùna in dialetto valtellinese) è un comune italiano di 2 885 abitanti della provincia di Sondrio, in Lombardia.
Il paese è ubicato sulla sponda destra del fiume Adda, alle pendici delle Alpi Retiche lungo la Costiera dei Cech.

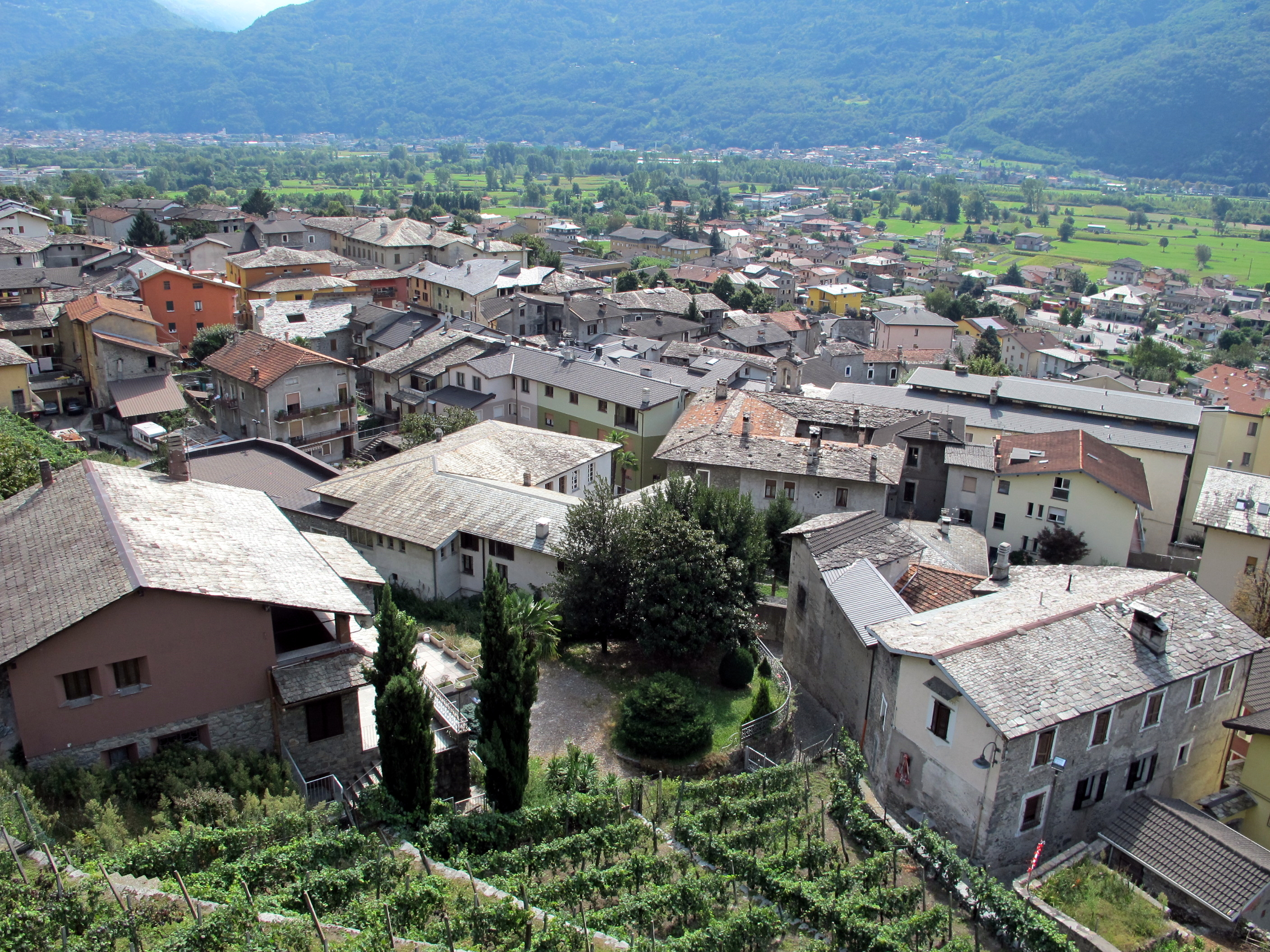
Una veduta del paese

## Geografia fisica
Situata nella bassa Valtellina, Traona è posta sulle pendici delle Alpi Retiche, a ridosso dell'Adda, nel versante della Valle conosciuto come Costiera dei Cech.
Nel paese scorre il torrente Vallone, insieme a vari corsi d'acqua più piccoli e irregolari.
L'altitudine media è di 252 m s.l.m. (min 206 - max 2.281).

## Origini del nome
Circa l'origine del nome sono state avanzate diverse ipotesi, che fanno tutte derivare il nome dal latino. La derivazione più accreditata è quella data dallo storico svizzero Giovanni Guler von Weineck, che fa risalire l'origine del toponimo all'espressione "terra bona", data la particolare fertilità del terreno e la salubrità del clima.

## Storia
La presenza umana nel territorio di Traona nell'età antica è attestata da un avello sepolcrale del sec. V d.C., rinvenuto durante dei lavori svoltisi nel cortile del municipio durante gli anni '80.Traona (toponimo citato per la prima volta nell’829 (atto di vendita di beni “in Travona”) e, successivamente, in un atto di vendita di selve, campi e vigne del 1020, nel quale si menziona l’espressione “in loco et fundo Travauola”), è sicuramente uno dei comuni “nobili” di Valtellina, per il suo rilievo storico nella bassa Valtellina, e per il suo ruolo di baricentro, per quasi un millennio, della Costiera dei Cech. 
All’origine della sua importanza sta la posizione geografica: Traona si trovava sulla via Valeriana, la via di transito storica della Valtellina, presso il ponte di Ganda, nodo fondamentale nel transito e nei commerci in bassa valle. Il rilievo di Traona fu, nel Medio Evo, legato anche alla presenza della potente famiglia dei Vicedomini, cui l’imperatore Ottone II di Sassonia, in cambio dei loro servigi e della loro fedeltà, concedette in feudo terre di Valtellina nel 983. Costoro scelsero, per la sua posizione nodale, appunto Traona, dove possedevano, dal secolo XI, il castello di Domofole, a monte del paese, ed esercitavano il diritto di centena sui tronchi convogliati nell'Adda verso il Lago di Como e sui capi di bestiame da e per la Val Masino. Si fecero anche promotori di quell’aggregazione che prese il nome di Communitas montanae Domopholi, una sorta di grande comune che raccoglieva i borghi dell’intera Costiera dei Cech, che però non fu destinata ad avere fortuna storica: tramontata, infatti, la potenza dei Vicedomini, agli inizi del secolo XIV, la Communitas si disgregò.
Nel 1335 i Visconti, signori di Milano, conquistarono la Valtellina e fecero di Traona il capoluogo di una delle due squadre del Terziere inferiore. La bassa Valtellina fu, dunque, divisa in due squadre, quella di Morbegno, che raccoglieva i comuni a sud dell’Adda, e quella, appunto, di Traona, con i comuni della sponda settentrionale. A Traona risiedette un podestà, e vi fu posta anche una dogana, spostando quella che prima era collocata ad Olonio. Ciò attirò nel paese le nobili famiglie dei Parravicini, dei Vertemate, dei Malacrida e degli Omodei, di origine comasca. Traona divenne uno dei più importanti comuni guelfi di Valtellina, e partecipò, nel 1370, alla ribellione contro il dominio dei Visconti.
La piena autonomia della squadra di Traona, contestata, nel secolo XV, da Morbegno, fu sancita definitivamente solo nel secolo successivo, dalla Repubblica delle Tre Leghe, che, dal 1512, estesero la loro autorità sulla Valtellina. Il rapporto fra Traona ed i Grigioni non fu, sin dall’inizio, amichevole: nel 1515, infatti, il paese, insieme a Caspano, fu al centro di un tentativo di ribellione contro il dominio dei nuovi signori venuti dall’opposto versante retico. Traona ebbe confermato, comunque, fino al 1797, il proprio podestà, che estendeva la sua giurisdizione sulle comunità di Dubino, Mantello, Cino, Cercino, Mello, Dazio, Campovico, Ardenno e Buglio, e che amministrava la giustizia civile e penale. A questa figura si aggiungevano il cancelliere, che convocava i consigli di squadra, ed i rappresentanti della squadra nel consiglio di valle. Come primo grosso paese dopo il confine italiano, accolse varie famiglie protestanti in fuga dalla penisola, che vennero viste con favore dai confratelli dominanti ma molto male dai paesani. Il problema fu risolto radicalmente nel 1620, quando avevano raggiunto il dieci percento della popolazione comunale, sterminandoli tutti.
Durante la Guerra di Valtellina, Traona divenne una delle roccaforti delle truppe franco-veneto-sabaude, alleate dei Grigioni, che si contrapponevano agli spagnoli ed agli imperiali, che invece volevano cacciarli dalla Valtellina, nodo di comunicazione strategico.
Traona venne poi inserita, nel periodo napoleonico, come comune di III classe, nel V cantone di Morbegno.
Al periodo napoleonico seguì quello della dominazione austriaca, terminato con l'unità d'Italia.

### Simboli
Lo stemma e il gonfalone sono stati concessi con decreto del presidente della Repubblica del 4 giugno 1987.

## Monumenti e luoghi d'interesse

### Architetture religiose
- Chiesa parrocchiale di Sant'Alessandro[5]
- Chiesa di San Francesco[5]
- Chiesa di Santa Maria di Bioggio[5]
- Chiesa di Santa Caterina di Corlazio[5]
- Chiesa di Sant'Apollonia[5]
- Chiesa della Madonna di Fatima[5]
- Chiesa di San Colombano[5]

### Architetture civili
- Palazzo Parravicini De Lunghi
- Palazzo Parravicini Medici
- Palazzo Parravicini Vertemate
- Casa Massironi

### Luoghi d'interesse
- Antico Torchio di Corlazzo
- Arco della Dogana
- Avello Sepolcrale
- Forno Castagna
- Forno Sforzini
- Mulino Arietti
- Museo San Luigi Guanella

## Cultura

### Eventi
- Cech-Up Vertical Night
- Palio delle Contrade
- Gustosando
- VinInFesta Costiera dei Cech

## Economia
Da sempre l'economia del territorio di Traona è legata all'agricoltura, specialmente all'allevamento del bestiame e alla coltivazione della vite, grazie all'esposizione verso Sud, che determina un microclima molto mite, permettendo la crescita di palme, ulivi e flori.
A partire dalla seconda metà del XX secolo, si sono sviluppate diverse attività artigianali e manifatturiere, oltre che un redditizio comparto turistico-culturale.

## Società

### Evoluzione demografica
Abitanti censiti

## Amministrazione
| Periodo        | Periodo        | Primo cittadino   | Partito                                 | Carica  | Note |
| -------------- | -------------- | ----------------- | --------------------------------------- | ------- | ---- |
| 23 aprile 1995 | 12 giugno 1999 | Dino Della Matera | Lista civica                            | Sindaco |      |
| 13 giugno 1999 | 12 giugno 2004 | Dino Della Matera | Lista civica                            | Sindaco |      |
| 13 giugno 2004 | 6 giugno 2009  | Marco Belli       | Lista civica                            | Sindaco |      |
| 7 giugno 2009  | 24 maggio 2014 | Marco Belli       | Lista civica                            | Sindaco |      |
| 25 maggio 2014 | 25 maggio 2019 | Dino Della Matera | Lista Civica - Noi e Voi Insieme        | Sindaco |      |
| 26 maggio 2019 | 8 giugno 2024  | Maurizio Papini   | Lista Civica "Traona un comune X tutti" | Sindaco |      |
| 9 giugno 2024  | in corso       | Maurizio Papini   | Lista Civica "Traona un comune X tutti" | Sindaco |      |